# Velké Opatovice
Velké Opatovice är en stad i Tjeckien.   Den ligger i regionen Södra Mähren, i den östra delen av landet, 170 km öster om huvudstaden Prag. Velké Opatovice ligger 379 meter över havet och antalet invånare är 4 169.
Terrängen runt Velké Opatovice är kuperad söderut, men norrut är den platt. Velké Opatovice ligger nere i en dal. Runt Velké Opatovice är det ganska tätbefolkat, med 52 invånare per kvadratkilometer. Närmaste större samhälle är Moravská Třebová, 16,2 km norr om Velké Opatovice. Trakten runt Velké Opatovice består till största delen av jordbruksmark.